# Ludwig Narziß
Ludwig Wendelin Oskar Narziß (* 30. September 1925 in München; † 29. November 2022) war ein deutscher Brauwissenschaftler und Hochschullehrer. Er ist Verfasser von Standardwerken über das Brauwesen und war international anerkannter Mentor des Fachs.

## Leben
Narziß entstammte einer brauereiaffinen Familie, sein Vater war Direktor bei Hacker-Bräu in München und später bei Lederer Bräu in Nürnberg. Statt wie vom Vater gewünscht eine kaufmännische Ausbildung zu machen, begann er seine berufliche Ausbildung mit einer Brauer-Lehre bei der Tucher Bräu.
Anschließend studierte er an der Technischen Hochschule München in Weihenstephan Brauwesen. Im Anschluss war er mehrere Jahre als wissenschaftlicher Mitarbeiter und Betriebsberater für die Landesgewerbeanstalt Bayern in Nürnberg und die Staatliche Prüfanstalt Weihenstephan tätig. Im Jahre 1956 promovierte er über Den Einfluss der Hefe auf die Eigenschaften des Bieres. Von 1958 bis 1964 war er erster Braumeister der Münchener Löwenbräu AG.
Am 1. April 1964 wurde Narziß als Nachfolger von Karl Schuster auf den Lehrstuhl für Technologie der Brauerei I an die Hochschule Weihenstephan berufen und übernahm dessen Leitung der Bayerischen Lehr- und Versuchsbrauerei. Er unterrichtete und prägte dort Generationen von Studentinnen und Studenten und begleitete insgesamt über 50 Doktorandinnen und Doktoranden. Im Jahr 1992 wurde er emeritiert, war aber bis in seine letzten Jahre hinein weiter prägend als Berater im Brauereiwesen tätig.
Am 13. September 2019 verlieh ihm die TU München „in Würdigung seiner herausragenden wissenschaftlichen Pionierleistungen, die auf dem Gebiet der Brau- und Getränketechnologie internationale Maßstäbe der Forschung gesetzt haben und für seine richtungsweisenden Lehrbücher und Monographien zur Brautechnologie“, die Ehrendoktorwürde (Dr. Ing. e. h.).
Ludwig Narziß starb am 29. November 2022.

## Ehrungen und Auszeichnungen
- 1979: Bayerischer Bierorden
- 2007: Verdienstorden der Bundesrepublik Deutschland (Verdienstkreuz am Bande)
- 2016: Bamberger Bierorden[7]
- 2018: Goldene Bürgermedaille der Stadt Freising[8]
- 2019: Bayerischer Verdienstorden[9]
- 2019: Ehrendoktorwürde der Technischen Universität München

### Ludwig-Narziß-Preis für Brauwissenschaft
Seit 2015 wird jährlich der Ludwig-Narziß-Preis für Brauwissenschaft verliehen für die wissenschaftliche Veröffentlichung in der Fachzeitschrift BrewingScience mit der größten Relevanz für die Brauerei-Praxis.
Preisträger
- 2015: Adrian Forster und Andreas Gahr, Hopfenverwertungsgenossenschaft e.G. und Hopfenveredlung St. Johann GmbH, für A Comparison of the Analytical and Brewing Characteristics of Cascade and Comet Hop Varieties as Grown in Yakima (USA) and Hallertau (Germany)
- 2016: Konrad Müller-Auffermann, Alirio Caldera, Fritz Jacob and Mathias Hutzler, Forschungszentrum Weihenstephan (BLQ), für Characterization of Different Bottom Fermenting Saccharomyces pastorianus Brewing Yeast Strains
- 2017: Philip C. Wietstock, Thomas Kunz und Frank-Jürgen Methner Technische Universität Berlin, Institut für Biotechnologie, Fachgebiet Brauwesen, für Influence of Hopping Technology on Oxidative Stability and Staling-Related Carbonyls in Pale Lager Beer[12]
- 2018: Robert Riedl, Paula Goderbauer, Fritz Jacob, Andreas Brandl und Mathias Hutzler für ihre Arbeit zum Thema Bavarian Wheat Beer, an Example of a Special Microbe Habitat – Cultivation, Detection, Biofilm Formation, Characterization of Selected Lactic Acid Bacteria Hygiene Indicators and Spoilers[13]
- 2019: Peter Michael Bandelt Riess, Jörg Engstle and Petra Först für Characterizing the Filtration Behavior of Hop Particles for Efficient Dry Hopping Methods
- 2020: Sandro Cocuzza, Martin Zarnkow, Alexander Stallforth, Frank Peifer and Fritz Jacob für The impact of dry hopping on selected physical and chemical attributes of beer
- 2021: Andreas Gahr, Adrian Forster, Florian Schüll, Sabine Faltermaier and Florian Kellerer für The Stability of Bitter Substances in Beer During the Ageing Process
- 2022: Michael Féchir, Thomas Kraus-Weyermann and Jens Voigt für Identification of marker volatiles in malt to predict malt-derived aroma properties of bottom-fermented beers
- 2023: Carsten Zufall, Laura De Oliveira, Isabella Mendoza and Carlos de Lima für The impact of long-term pitching yeast storage on viability and fermentation performance
- 2024: Adrian Forster, Andreas Gahr and Florian Schüll für The impact of diseases on the quality of hops for use in brewing beer

## Werke
- Ludwig Narziß, Abriss der Bierbrauerei, Wiley-VCH Verlag, 7. Auflage, 2004, ISBN 978-3527310357
- Ludwig Narziß, Werner Back: Die Bierbrauerei, Band 1: Die Technologie der Malzbereitung, Wiley-VCH Verlag, 8. Auflage, 2012, ISBN 978-3527325320
- Ludwig Narziß, Werner Back: Die Bierbrauerei, Band 2: Die Technologie der Würzebereitung, Wiley-VCH Verlag, 8. Auflage, 2009, ISBN 978-3527325337
- zahlreiche Artikel in den Zeitschriften Brauwelt, Brauindustrie, und weiteren Fachzeitschriften für Brauwesen
- zahlreiche Doktorarbeiten und Habilitationen als Betreuer